# Ur (superkontynent)

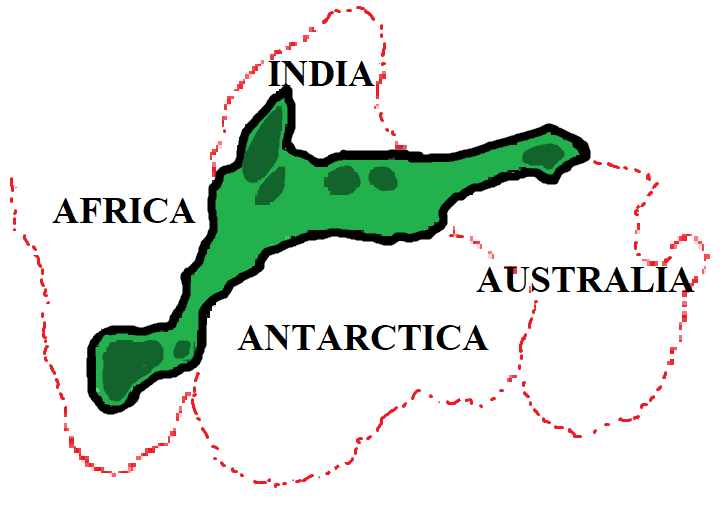
Hipotetyczny wygląd kontynentu Ur. Na ciemnozielono zaznaczone kratony:
----
• Kraton Kalahari (Kaapvaal, Kraton Zimbabwe)
• Madagaskar
• Kraton Dharwar
• Kraton Bastar
• Kraton Singhbhum
• Pilbara

Ur – jeden z najwcześniejszych kontynentów w historii Ziemi, prawdopodobnie uformował się około 3 miliardów lat temu w środkowym Archaiku. Powstał prawdopodobnie w wyniku zderzenia kilku łuków wysp pochodzenia wulkanicznego.

## Historia
We wczesnym okresie swojego istnienia był prawdopodobnie jedynym kontynentem na Ziemi. Ur jest uznawany za superkontynent, choć był prawdopodobnie mniejszy od dzisiejszej Australii. Około 1 miliarda lat temu Ur połączył się z kontynentami Neną i Atlantiką, tworząc razem superkontynent Rodinię. Ur przetrwał przez bardzo długi czas jako cześć składowa kolejnych superkontynentów, aż został ostatecznie rozerwany, gdy superkontynent Pangea rozpadł się około 208 milionów lat temu na Laurazję i Gondwanę. Dziś fragmenty tego prehistorycznego kontynentu są częścią Afryki, Australii, Antarktydy, Indii i Madagaskaru.
Poprzedzał go tylko jeden znany paleokontynent, Walbara, o którym uważa się, że istniał około 3,6 do 3,1 miliarda lat temu. Tak jak Walbara Ur składał się min. Kratonów Kaapvaal w południowej Afryce i Pilbara w zachodniej Australii.

## Chronologia
- ~ 3 miliardy lat temu – narodziny Ur jako jedyny wówczas kontynent na Ziemi
- ~ 2,8 miliarda lat temu – Ur staje się częścią superkontynentu Kenorland
- ~ 2 miliardy lat temu – Ur staje się częścią superkontynentu Kolumbia (Nuna)
- ~ 1 miliard lat temu – Ur staje się częścią superkontynentu Rodinia
- ~ 550 milionów lat temu – Ur staje się częścią superkontynentu Pannocja
- ~ 300 milionów lat temu – Ur staje się częścią superkontynentu Pangea
- ~ 208 milionów lat temu – Ur zostaje rozdarty z powodu rozpadu Pangei na Laurazję i Gondwanę
- ~ 65 milionów lat temu – afrykańska część Ur oddzieliła się, tworząc część Indii
- Obecnie pozostałości Ur znajdują się częściowo w Australii, Afryce, Indiach i Madagaskarze